# Gyula Futó
Gyula Futó (29 de dezembro de 1908 - 2 de outubro de 1977) foi um futebolista húngaro. 

## Carreira
Gyula Futó fez parte do elenco da Seleção Húngara de Futebol da Copa do Mundo de 1934. ele fez apenas uma partida em 1934, na vitória sobre o Egito.

## Ligações Externas
- Perfil em Fifa.com (em inglês)